# Rio Bonito (Santa Catarina)
Rio Bonito é o nome de dois rios do estado brasileiro de Santa Catarina.
O primeiro é afluente do rio Timbó, correndo de sul para norte e tendo cerca de 32 km de extensão. O segundo é um afluente do rio Canoinhas, correndo também de sul para norte tendo cerca de 40 quilômetros de extensão e passa a oeste da cidade de Major Vieira.